# Дуб Длань Русі
Дуб Длань Русі́ — ботанічна пам'ятка природи місцевого значення в Україні. Об'єкт природно-заповідного фонду Львівської області. 
Розташована в межах Шептицького району Львівської області, біля села Велике.  
Першовідкривачем пам'ятки є місцевий мешканець Володимир Заремба. За його словами, він повідомив про наявність вікового дерева відповідним службам у Львові, і в 2011 році його було внесено до природоохоронного переліку.    
Статус надано згідно з рішенням Львівської обласної ради від 14.07.2011 року, № 206. Перебуває у віданні ДП «Радехівське ЛГ» (Бендюзьке л-во, кв. 62, вид. 6).
Статус надано з метою збереження одного екземпляра вікового дуба.